# Speechless (песня Майкла Джексона)
«Speechless» (с англ. — «Безмолвный») — песня-баллада американского певца Майкла Джексона, написанная и спродюсированная им самим же. Выпущена лейблом Epic Records в качестве промо-сингла 21 июня 2001 года, став восьмым синглом десятого студийного альбома Джексона Invincible.
Руководители звукозаписи Epic Records положительно отреагировали на трек, когда ему был представлен предварительный просмотр за несколько месяцев до релиза Invincible.

## История создания
Майкл Джексон написал «Speechless» после драки с детьми водяными шарами в Германии. В интервью журналу Vibe музыкант прокомментировал: «Я был так счастлив после драки, что побежал в их дом и написал „Speechless“. Веселье вдохновляет меня. Мне неприятно это говорить, потому что это такая романтическая песня, но я был так счастлив, что написал её полностью прямо там. Я чувствовал, что этого будет достаточно для альбома. Из блаженства приходит волшебство, удивление и творчество».
Джексон считал «Speechless» одной из своих любимых песен на Invincible.

## Особенности композиции
Текст «Speechless» посвящён тому, что слова могут теряться под воздействием любви. Песня начинается с вокала Джексона: «Твоя любовь волшебна, вот что я чувствую. Но у меня нет слов для объяснений». Припев включает в себя строки: «Безмолвный, безмолвный, вот как ты заставляешь меня чувствовать. Хотя я с тобой, и всё по-настоящему».
«Speechless» написана в тональности си♭ мажор с разрешением в до мажор, ре мажор и ми мажор; темп — 80 ударов в минуту; диапазон вокальной партии — от F3 до B4.
Композиция была одной из двух песен Invincible, написанных исключительно Джексоном (вторая — «The Lost Children»).

## Критика
В статье для Chicago Sun-Times Джим Дерогатис описал «Speechless» как красивую, минималистичную, проникновенную романтическую балладу.
New York Post сказала, что «Speechless» была «похожа на колыбельную и лучшая песня на Invincible».
Музыкальный публицист Роберт Хилбёрн, пишущий для Los Angeles Times, описал «Butterflies» и «Speechless» будучи «столь же прискорбно обобщёнными, как и их названия».
The Fort Worth Star-Telegram сообщил, что «Speechless» был одним из самых слабых треков Invincible.
Вон Уотсон из Providence Journal назвал «Speechless» «лучшей песней Invincible и одним из лучших альбомов Джексона».
Журналист The Olympian назвал композицию великолепной.

## Состав
- Майкл Джексон — вокал, музыка, аранжировка и дирижирование оркестра
- Андре Крауч — бэк-вокал
- Джереми Лаббок — аранжировка и дирижирование оркестра
- Нови Новог и Томас Тэлли — альт
- Питер Кент, Джина Кронштадт, Робин Лоренц, Кирстин Файф и Джон Виттенберг — скрипка
- Брэд Баксер — клавишные
- Баксер и Стюарт Броули — запись
- Брюс Сведён — сведение

## Список композиций
- Promotional CD single:

1. «Speechless» — 3:18
2. «You Rock My World» (Track Masters Mix) (featuring Jay-Z) — 3:28